# 言語障害
言語障害（げんごしょうがい、英:Language disorder）とは、言語の適切な理解と表現が困難な病態（状態）を言う。『DSM‒5』では言語症も併記されている。
言語障害には、「音声機能の障害」と「言語機能の障害」とがある。前者は、音声、発音、話し方についてであり、後者は、表現や理解についてである。

## 症状

### 音声機能の障害
音声や構音（発音）、話し方の障害のことである。
- 構音障害（機能性、器質性、運動障害性、聴覚性）
- 吃音症（話し方の流暢性とリズムの障害）
- 痙攣性発声障害（局所性ジストニア）
- 発話障害、速話症、乱雑言語症、早口言語症（en:Cluttering）等がある。早口言語症は、聴覚フィードバック系の機能不全であることが解っている。
- また、脳性麻痺や聴覚障害、口蓋裂、喉頭摘出、舌切除等によっても音声障害が生じる。

### 言語機能の障害
ことばの理解や表現の障害である。
- 失語症・高次脳機能障害
- 言語発達障害などがある。

なお、言語発達障害には、特異的言語発達遅滞のほか、LDとの重なり、知的障害、自閉症スペクトラム（広汎性発達障害を含む）等に伴う場合がある。

## 治療法
言語障害に対するリハビリテーションは、医療機関等で言語聴覚士によって行われている。訪問リハビリテーションも実施されている。幼児、児童、生徒に対しては、幼児療育施設や、小学校・中学校の言語障害通級指導教室、特別支援学級（言語障害学級）での言語指導が、言語聴覚士のほか、保育士や教員等によっても行われている。